# Yockenthwaite
Yockenthwaite ist ein Weiler in der englischen Unitary Authority North Yorkshire. Er liegt am Wharfe in den Yorkshire Dales. In der Nähe liegt ein stillgelegter Kalkofen.
Nordwestlich des Ortes befindet sich der bronzezeitliche Steinkreis von Yockenthwaite.